# Escudo de Voivodina
El Escudo de Voivodina fue aprobado por el Parlamento de la provincia autónoma de Vojvodina (en el norte de Serbia), el día 28 de junio de 2002. El escudo se basa en el histórico escudo de armas de los serbios de Vojvodina Zemun, la bandera de la Guardia Nacional de 1848.

## Escudo histórico

Escudo, 1848

El escudo de armas histórico de la Voivodina Serbia fue adoptado en 1848. En su parte central es una cruz serbia con cuatro letras cirílicas "S", lo que refleja el lema nacional serbio "Sólo la Unidad Guarda a los serbios" (Samo Srbina Sloga spasava).
En el lado izquierdo y derecho hay un pequeño escuadrón de las cuatro regiones históricas de la Voivodina serbia: Srem (arriba a la izquierda), Banato (arriba a la derecha), Bačka (abajo a la izquierda) y Baranya (abajo a la derecha).
En la parte superior hay una corona de San Esteban. La corona se colocó en el escudo de armas porque la primera intención de los serbios era crear la Vojvodina serbia, que sería una región autónoma dentro del Reino de Hungría, pero desde que comenzó la guerra entre serbios y húngaros, la intención fue cambiar a una Voivodina serbia que debería estar completamente separada del Reino de Hungría y estar directamente subordinada a Viena.